# Ao Vivo em Goiânia (álbum de Banda Calypso)
Ao Vivo em Goiânia é o quinto álbum ao vivo e quarto álbum de vídeo da banda musical brasileira Calypso, gravado em Goiânia, Goiás nos dias 5 e 6 de outubro de 2007 e lançado em 10 de novembro de 2007. Apresenta um show de músicas inéditas e algumas regravações de seu então último álbum de estúdio 10 (2007), além da participação especial da dupla Edu & Maraial. O projeto extraiu singles como "Arrepiou" e "Muito Além do Prazer". A versão em DVD da obra vendeu mais de 200 mil cópias.

## Faixas
| DVD            |                                                     |                                      |         |  |
| N.º            | Título                                              | Compositor(es)                       | Duração |  |
| 1.             | "Abertura"                                          | Joelma Mendes Tovinho                | 1:34    |  |
| 2.             | "Arrepiou"                                          | Isac Maraial Luizinho Lino           | 2:47    |  |
| 3.             | "Sonho Bonito"                                      | Edilson Morenno Luis Nascimento      | 3:37    |  |
| 4.             | "Um Beijo Seu"                                      | Alberto Morenno                      | 3:32    |  |
| 5.             | "Feita Pra Te Amar"                                 | Edilson Morenno                      | 3:34    |  |
| 6.             | "Nessa Balada"                                      | Edilson Morenno Beto Caju Edu Luppa  | 3:06    |  |
| 7.             | "Balanço do Norte"                                  | Edilson Morenno Glayse Dominguez     | 3:10    |  |
| 8.             | "Parangolado"                                       | Marquinhos Maraial Edu Luppa         | 3:27    |  |
| 9.             | "Louca Sedução"                                     | Elias Muniz                          | 3:08    |  |
| 10.            | "Só Pra Você e Eu"                                  | Marquinhos Maraial Edu Luppa         | 3:35    |  |
| 11.            | "Muito Além do Prazer"                              | Marquinhos Maraial Beto Caju Tivas   | 3:55    |  |
| 12.            | "Doce Mel" (Participação Especial de Edu & Maraial) | Edu Luppa                            | 3:28    |  |
| 13.            | "Nós Dois"                                          | Chrystian Lima Ivo Lima Jairon Neves | 3:17    |  |
| 14.            | "Bye"                                               | Chrystian Lima Ivo Lima Elvis Pires  | 3:24    |  |
| 15.            | "Objeto de Desejo"                                  | Edu Luppa Beto Caju                  | 3:52    |  |
| 16.            | "Eu Te Agradeço Senhor"                             | Elias Muniz                          | 3:42    |  |
| 17.            | "Cantando o Amor"                                   | Marquinhos Maraial Edu Luppa         | 3:14    |  |
| 18.            | "Merengue Sensual"                                  | Edilson Morenno Kim Marques Ronery   | 3:12    |  |
| 19.            | "A Chave Perdida"                                   | Edilson Morenno Glayse Dominguez     | 3:12    |  |
| 20.            | "Por Você"                                          | Kim Marques                          | 3:20    |  |
| 21.            | "Acelerou"                                          | Edu Luppa Beto Caju                  | 4:49    |  |
| Duração total: | Duração total:                                      | Duração total:                       | 1:10:36 |  |

| Créditos (DVD) |            |         |  |
| N.º            | Título     | Duração |  |
| 1.             | "Créditos" | 1:15    |  |

| Extras Do DVD: |                    |         |  |
| N.º            | Título             | Duração |  |
| 1.             | "Making Of"        |         |  |
| 2.             | "Galeria de Fotos" | 1:16    |  |

| CD  |                                                     |                                      |         |  |
| N.º | Título                                              | Compositor(es)                       | Duração |  |
| 1.  | "Abertura"                                          | Joelma Mendes Tovinho                | 1:34    |  |
| 2.  | "Arrepiou"                                          | Isac Maraial Luizinho Lino           | 2:47    |  |
| 3.  | "Sonho Bonito"                                      | Edilson Morenno Luis Nascimento      | 3:37    |  |
| 4.  | "Um Beijo Seu"                                      | Alberto Morenno                      | 3:32    |  |
| 5.  | "Feita Pra Te Amar"                                 | Edilson Morenno                      | 3:34    |  |
| 6.  | "Nessa Balada"                                      | Edilson Morenno Beto Caju Edu Luppa  | 3:06    |  |
| 7.  | "Balanço do Norte"                                  | Edilson Morenno Glayse Dominguez     | 3:10    |  |
| 8.  | "Parangolado"                                       | Marquinhos Maraial Edu Luppa         | 3:27    |  |
| 9.  | "Louca Sedução"                                     | Elias Muniz                          | 3:08    |  |
| 10. | "Só Pra Você e Eu"                                  | Marquinhos Maraial Edu Luppa         | 3:35    |  |
| 11. | "Muito Além do Prazer"                              | Marquinhos Maraial Beto Caju Tivas   | 3:55    |  |
| 12. | "Doce Mel" (Participação Especial de Edu & Maraial) | Edu Luppa                            | 3:28    |  |
| 13. | "Nós Dois"                                          | Chrystian Lima Ivo Lima Jairon Neves | 3:17    |  |
| 14. | "Bye"                                               | Chrystian Lima Ivo Lima Elvis Pires  | 3:24    |  |
| 15. | "Objeto de Desejo"                                  | Edu Luppa Beto Caju                  | 3:52    |  |
| 16. | "Eu Te Agradeço Senhor"                             | Elias Muniz                          | 3:42    |  |
| 17. | "Cantando o Amor"                                   | Marquinhos Maraial Edu Luppa         | 3:14    |  |
| 18. | "Merengue Sensual"                                  | Edilson Morenno Kim Marques Ronery   | 3:12    |  |
| 19. | "A Chave Perdida"                                   | Edilson Morenno Glayse Dominguez     | 3:12    |  |
| 20. | "Por Você"                                          | Kim Marques                          | 3:20    |  |
| 21. | "Acelerou"                                          | Edu Luppa Beto Caju                  | 4:49    |  |

## Desempenho nas tabelas musicais
| Tabela musical                                          | Melhor posição |
| ------------------------------------------------------- | -------------- |
| Brasil (Associação Brasileira dos Produtores de Discos) | 3              |